# Cerro de los Ángeles

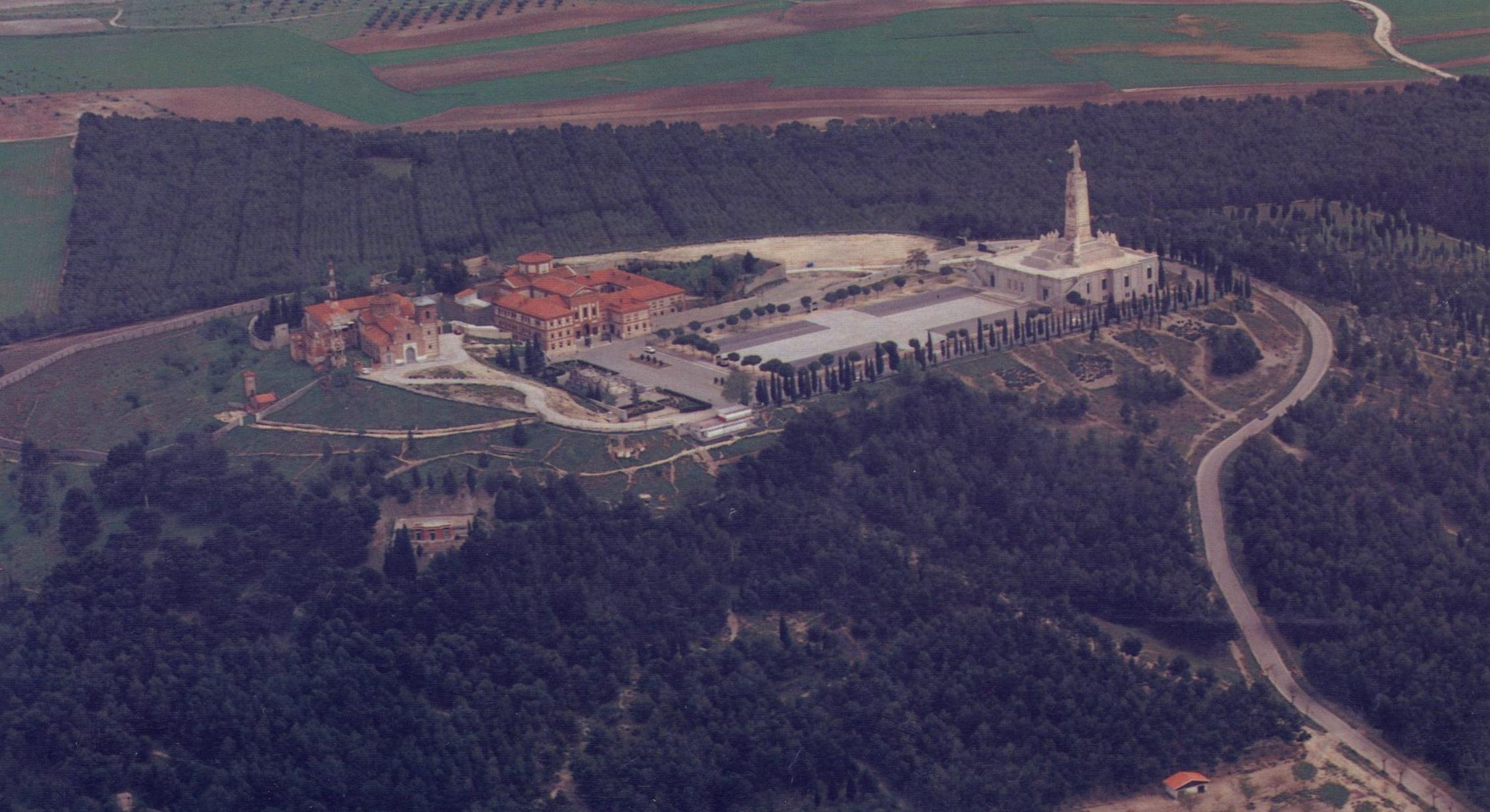
Cerro de los Ángeles.

O Cerro de los Ángeles (Colina dos Anjos) é uma colina situada no município espanhol de Getafe, a uns 10 km a sul de Madrid. A sua fama reside no facto de nele existir um Santuário dedicado ao Sagrado Coração de Jesus. Deste Santuário faz parte um monumento mandado edificar em 1919 pelo Rei Afonso XIII, no âmbito da Consagração da Espanha ao Sagrado Coração de Jesus. O monumento, uma enorme estátua de Cristo com 11,50 metros sobre um pedestal com diversos grupos escultóricos com 26 metros, foi destruído em 7 de Agosto de 1936, durante as perseguições religiosas, sendo famosa a simulação do fuzilamento do Sagrado Coração, na qual soldados republicanos, anarquistas e comunistas dispararam sobre o monumento à maneira de um pelotão de fuzilamento. De seguida o monumento foi dinamitado. O monumento foi reconstruído em 1944.
O Cerro de los Angeles é considerado o centro geográfico da Península Ibérica, e por isso foi escolhido para a construção do Santuário.